# ダンズビー・スワンソン
ジェームズ・ダンスビー・スワンソン（James Dansby Swanson, 1994年2月11日 - ）は、アメリカ合衆国ジョージア州コブ郡ケネソー出身のプロ野球選手（遊撃手）。右投右打。MLBのシカゴ・カブス所属。愛称はダンズ。
妻はプロサッカー選手のマロリー・ピュー。

## 経歴

### プロ入り前
2012年のMLBドラフト38巡目（全体1158位）でコロラド・ロッキーズから指名されるが、契約には至らずヴァンダービルト大学に進学した。大学時代のチームメイトにはウォーカー・ビューラーやソニー・グレイがいる。
1年時は、故障で11試合の出場に留まった。

### プロ入りとダイヤモンドバックス傘下時代
2015年6月8日に行われたMLBドラフト1巡目（全体1位）でアリゾナ・ダイヤモンドバックスから指名された。7月17日に契約を結んだ事が発表され、プロ入りを果たした。契約後は傘下のA-級ヒルズボロ・ホップスでプロデビューし、22試合に出場して打率.289、1本塁打、11打点の成績を残した。

### ブレーブス時代
2015年12月9日にシェルビー・ミラー、ゲーブ・スパイアーとのトレードでエンダー・インシアーテ、アーロン・ブレアーと共にアトランタ・ブレーブスへ移籍した。
2016年はメジャーのスプリングトレーニングに参加。A+級カロライナ・マドキャッツで開幕を迎え、AA級ミシシッピ・ブレーブスを経て、8月17日に飛び級でメジャー契約を結んで25人枠入りした。メジャーデビューとなった同日のミネソタ・ツインズ戦では「8番・遊撃手」として先発出場し、4打数で初安打を含む2安打を放った。以降の試合では遊撃手のレギュラーとして起用されるようになり、38試合で打率.302、3本塁打、17打点、3盗塁を記録した。
2017年2月1日に背番号を「7」に変更した。この年は開幕スタメンに名を連ね、その後は1度マイナーに降格したものの、ブレーブスの遊撃手レギュラーとしてほぼフルシーズンを戦いぬき、通算で144試合に出場。打率.232、6本塁打、51打点を記録した。
2018年は左手首の痛みを抱えながら136試合に出場し、打率.239、14本塁打、59打点を記録した。また前年はMLB全体の遊撃手で下から3番目の「-7」であった守備防御点（DRS）が上から6番目となる「+10」となり、守備力が飛躍的に向上した。シーズン終了後に左手首の手術を受けた。
2020年はCOVID-19の影響で60試合の短縮シーズンとなる中、全60試合に出場した。
2021年は160試合に出場し、キャリアハイを大幅に上回る27本塁打を記録。ブレーブスの遊撃手の本塁打数記録を塗り替えた。またチームがワールドシリーズに進出。4勝2敗でヒューストン・アストロズを下して26年ぶり4度目のワールドシリーズ優勝を果たし、自身初めてのワールドシリーズ優勝メンバーとなった。
2022年は自身初となるオールスターゲームに選出された。この年は162試合に出場して、打率.277、25本塁打、96打点、18盗塁、OPS.776を記録した。守備面でも自身初となるゴールドグラブ賞を受賞した。オフの11月6日にFAとなった。ブレーブスからはクオリファイング・オファーを提示されたが、これを拒否した。

### カブス時代
2022年12月21日にシカゴ・カブスと7年総額1億7700万ドルの契約を結んだ。シカゴには妻のマロリーが所属するNWSLのシカゴ・レッドスターズも本拠地を置いており、このことがカブスとの契約を決める要因の一つであった。
2023年6月24日と25日に開催されたライバルのカージナルスとのロンドンでの公式戦「ロンドンシリーズ」にカブスの一員として帯同した。7月2日に選手間投票で通算2度目となるオールスターゲームに選出されたが、7月7日に左踵捻挫で辞退した。この年は147試合に出場して、打率.244、22本塁打、80打点、9盗塁、OPS.744を記録した。守備面では2年連続2度目となるゴールドグラブ賞を受賞した。
2024年は149試合に出場して、打率.242、16本塁打、66打点、19盗塁、OPS.701を記録した。

## 選手としての特徴
長所は、自身が遊撃手を目指したきっかけであるノマー・ガルシアパーラのような広角への打撃力で、大舞台での強さやリーダー性も買われている。大学2年までは二塁手であり、遊撃守備の成長はこれからであるとプロ入り当初から期待されていた。

## 詳細情報

### 年度別打撃成績
| 年 度    | 球 団    | 試 合 | 打 席 | 打 数 | 得 点 | 安 打 | 二 塁 打 | 三 塁 打 | 本 塁 打 | 塁 打 | 打 点 | 盗 塁 | 盗 塁 死 | 犠 打 | 犠 飛 | 四 球 | 敬 遠 | 死 球 | 三 振 | 併 殺 打 | 打 率 | 出 塁 率 | 長 打 率 | O P S |
| -------- | -------- | ----- | ----- | ----- | ----- | ----- | -------- | -------- | -------- | ----- | ----- | ----- | -------- | ----- | ----- | ----- | ----- | ----- | ----- | -------- | ----- | -------- | -------- | ----- |
| 2016     | ATL      | 38    | 145   | 129   | 20    | 39    | 7        | 1        | 3        | 57    | 17    | 3     | 0        | 1     | 2     | 13    | 5     | 0     | 34    | 2        | .302  | .361     | .442     | .803  |
| 2017     | ATL      | 144   | 551   | 488   | 59    | 113   | 23       | 2        | 6        | 158   | 51    | 3     | 3        | 0     | 4     | 59    | 10    | 0     | 120   | 7        | .232  | .312     | .324     | .636  |
| 2018     | ATL      | 136   | 533   | 478   | 51    | 114   | 25       | 4        | 14       | 189   | 59    | 10    | 4        | 6     | 3     | 44    | 15    | 2     | 122   | 5        | .238  | .304     | .395     | .699  |
| 2019     | ATL      | 127   | 545   | 483   | 77    | 121   | 26       | 3        | 17       | 204   | 65    | 10    | 5        | 1     | 5     | 51    | 2     | 5     | 124   | 7        | .251  | .325     | .422     | .748  |
| 2020     | ATL      | 60    | 264   | 237   | 49    | 65    | 15       | 0        | 10       | 110   | 35    | 5     | 0        | 0     | 1     | 22    | 0     | 4     | 71    | 0        | .274  | .345     | .464     | .809  |
| 2021     | ATL      | 160   | 653   | 588   | 78    | 146   | 33       | 2        | 27       | 264   | 88    | 9     | 3        | 1     | 7     | 52    | 4     | 5     | 167   | 7        | .248  | .311     | .449     | .760  |
| 2022     | ATL      | 162   | 696   | 640   | 99    | 177   | 32       | 1        | 25       | 286   | 96    | 18    | 7        | 0     | 4     | 49    | 0     | 3     | 182   | 12       | .277  | .329     | .447     | .776  |
| 2023     | CHC      | 147   | 638   | 565   | 81    | 138   | 25       | 3        | 22       | 235   | 80    | 9     | 1        | 0     | 2     | 66    | 0     | 5     | 154   | 9        | .244  | .328     | .416     | .744  |
| 2024     | CHC      | 149   | 593   | 534   | 82    | 129   | 27       | 2        | 16       | 208   | 66    | 19    | 3        | 0     | 3     | 54    | 2     | 2     | 144   | 7        | .242  | .312     | .390     | .701  |
| MLB：9年 | MLB：9年 | 1123  | 4618  | 4142  | 596   | 1042  | 213      | 18       | 140      | 1711  | 557   | 86    | 26       | 9     | 31    | 410   | 38    | 26    | 1118  | 56       | .252  | .321     | .413     | .734  |

- 2024年度シーズン終了時
- 各年度の太字はリーグ最高

### 年度別守備成績
| 年 度 | 球 団 | 遊撃（SS） | 遊撃（SS） | 遊撃（SS） | 遊撃（SS） | 遊撃（SS） | 遊撃（SS） |
| 年 度 | 球 団 | 試 合      | 刺 殺      | 補 殺      | 失 策      | 併 殺      | 守 備 率   |
| ----- | ----- | ---------- | ---------- | ---------- | ---------- | ---------- | ---------- |
| 2016  | ATL   | 37         | 44         | 79         | 6          | 17         | .953       |
| 2017  | ATL   | 142        | 195        | 357        | 20         | 83         | .965       |
| 2018  | ATL   | 136        | 165        | 350        | 10         | 77         | .981       |
| 2019  | ATL   | 126        | 137        | 347        | 12         | 68         | .976       |
| 2020  | ATL   | 60         | 74         | 152        | 2          | 39         | .991       |
| 2021  | ATL   | 159        | 185        | 376        | 10         | 64         | .982       |
| 2022  | ATL   | 161        | 193        | 391        | 8          | 77         | .986       |
| 2023  | CHC   | 147        | 187        | 382        | 11         | 72         | .981       |
| 2024  | CHC   | 148        | 166        | 335        | 5          | 56         | .990       |
| MLB   | MLB   | 1116       | 1346       | 2769       | 84         | 553        | .980       |

- 2024年度シーズン終了時
- 各年度の太字はリーグ最高
- 各年度の太字年はゴールドグラブ賞受賞年

### 表彰
- ゴールドグラブ賞（遊撃手部門）：2回（2022年、2023年）

### 記録
MiLB
- オールスター・フューチャーズゲーム選出：1回（2016年）

MLB
- MLBオールスターゲーム選出：2回（2022年、2023年）

### 背番号
- 2（2016年）
- 7（2017年 - ）